# Colecalciferol
Colecalciferol, também denominado vitamina D3, é um tipo de vitamina D produzido pela pele quando exposta ao sol, estando também presente em alguns alimentos e disponível como suplemento alimentar. É usado no tratamento e prevenção de deficiência de vitamina D e doenças associadas, como o raquitismo. É também usado no tratamento de hipofosfatemia familiar, hipoparatiroidismo que esteja a causar hipocalcemia e síndrome de Fanconi. Os suplementos de vitamina D podem não ser eficazes em pessoas com doenças renais graves. É geralmente administrado por via oral.
Em doses excessivas pode causar vómitos, obstipação, fraqueza, confusão e pedras nos rins. Em doses superiores a 40 000 IU (1000 μg) por dia pode causar hipercalcemia. Em doses normais de 800–2000 IU por dia é seguro durante a gravidez.
O colecalciferol é produzido na pele em resultado da exposição à radiação ultravioleta. É convertido no fígado em calcifediol (25-hidroxivitamina D), que é depois convertido no rim em calcitriol (1,25-dihidroxivitamina D). Um dos seus efeitos é aumentar a absorção de cálcio pelos intestinos. Pode ainda ser encontrado em alimentos como peixe, fígado de vaca, ovos e queijo. Em alguns países, alguns alimentos podem ser enriquecidos com colecalciferol, como o leite, sumos de fruta, iogurte e margarina.
O colecalciferol foi descrito pela primeira vez em 1936. Faz parte da Lista de Medicamentos Essenciais da Organização Mundial de Saúde, uma lista com os medicamentos mais seguros e eficazes imprescindíveis num sistema de saúde. O colecalciferol está disponível como medicamento genérico. O colecalciferol é também usado em doses muito mais elevadas para matar roedores.